# Sant'Andrea Frius
Sant'Andrea Frius là một đô thị ở tỉnh Sud Sardegna, vùng Sardegna của Ý, có vị trí cách khoảng 30 km về phía bắc của Cagliari. Đến thời điểm ngày 31 tháng 12 năm 2004, đô thị này có dân số 1.866 và diện tích là 36,5 km².
Sant'Andrea Frius giáp các đô thị: Barrali, Dolianova, Donorì, Ortacesus, San Basilio, San Nicolò Gerrei, Senorbì, Serdiana.